# Frederic Ward Putnam

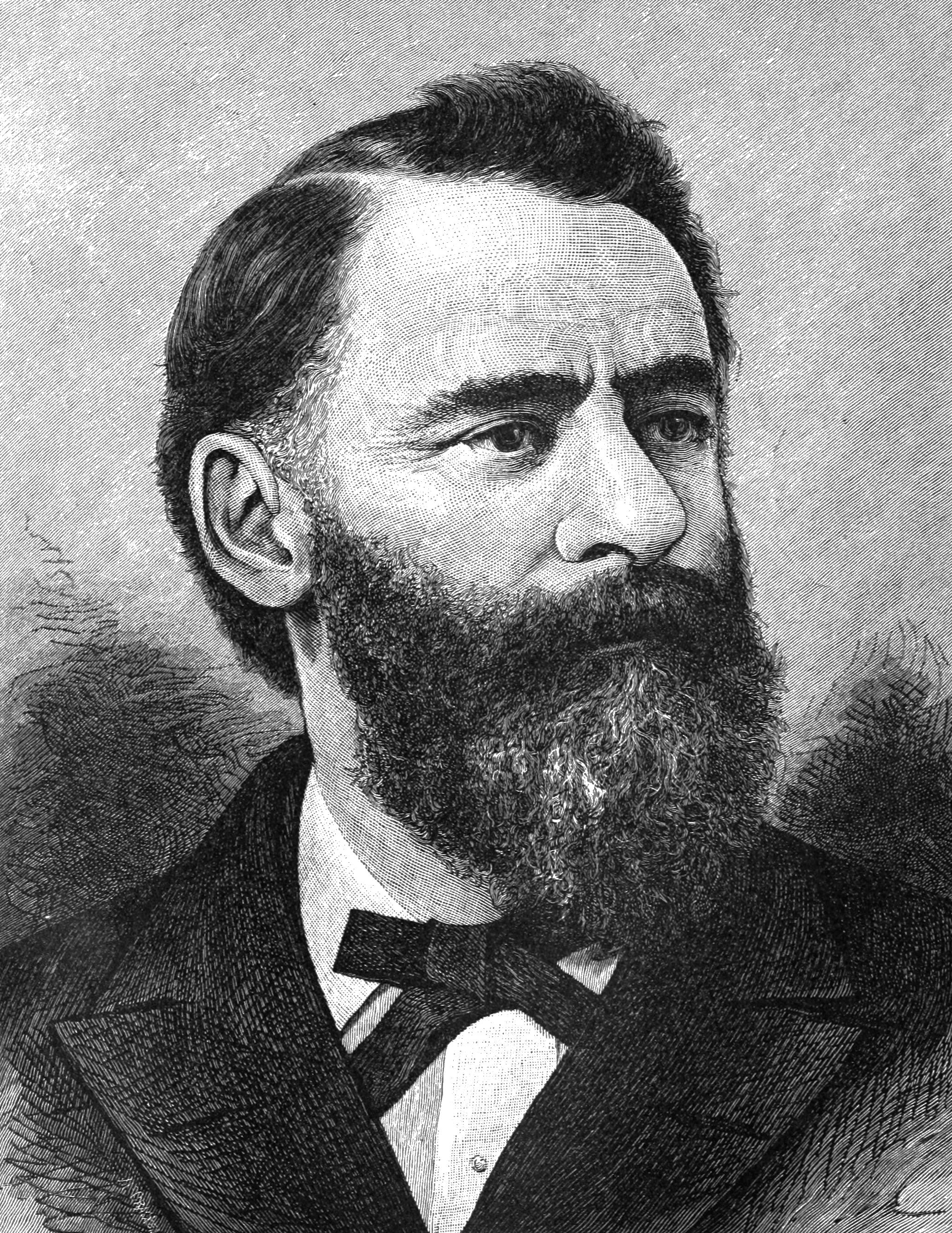
Frederic Ward Putnam

Frederic Ward Putnam ( * Salem, 16 de abril de 1839 - Cambridge, 14 de agosto de 1915), fue un ictiólogo, naturalista, arqueólogo y administrador estadounidense.
Frederic Ward Putnam fue asistente de Louis Agassiz en el Museo de Zoología Comparada en la Universidad de Harvard. Entre 1874 y 1909 fue comisario del Museo Peabody de Arqueología y Etnología. Dirigió excavaciones arqueológicas en treinta y siete Estados de Estados Unidos y otros países. 

## Cargos académicos
- 1898: Presidente de la Asociación Americana para el Avance de la Ciencia.
- 1901: Presidente de la American Folk Lore Society.
- 1905: Presidente de la Asociación Americana de Antropología.
- Miembro de la Academia Nacional de las Ciencias.